# Giro del Lussemburgo 1987
Il Giro del Lussemburgo 1987, cinquantunesima edizione della corsa, si svolse dal 3 al 7 giugno su un percorso di 745 km ripartiti in 5 tappe (la terza suddivisa in due semitappe), con partenza a Lussemburgo e arrivo a Diekirch. Fu vinto dal danese Søren Lilholt della Système U davanti al francese Laurent Fignon e al belga Benjamin Van Itterbeeck.

## Tappe
| Tappa  | Data     | Percorso                                  | km   | Vincitore di tappa | Leader cl. generale |
| ------ | -------- | ----------------------------------------- | ---- | ------------------ | ------------------- |
| 1ª     | 3 giugno | Lussemburgo > Lussemburgo                 | 65   | Søren Lilholt      | Søren Lilholt       |
| 2ª     | 4 giugno | Lussemburgo > Dippach                     | 177  | Jef Lieckens       | Søren Lilholt       |
| 3ª-1ª  | 5 giugno | Bertrange > Bertrange (cron. individuale) | 17,2 | Laurent Fignon     | Søren Lilholt       |
| 3ª-2ª  | 5 giugno | Schouweiler > Bertrange                   | 127  | Michel Vermote     | Søren Lilholt       |
| 4ª     | 6 giugno | Mondorf-les-Bains > Rosport               | 181  | Claude Criquielion | Søren Lilholt       |
| 5ª     | 7 giugno | Vianden > Diekirch                        | 178  | Jef Lieckens       | Søren Lilholt       |
| Totale | Totale   | Totale                                    | 745  |                    |                     |

## Dettagli delle tappe

### 1ª tappa
- 3 giugno: Lussemburgo > Lussemburgo – 65 km

| Pos. | Corridore     | Squadra   | Tempo    |
| ---- | ------------- | --------- | -------- |
| 1    | Søren Lilholt | Système U | 1h28'45" |
| 2    | Jörg Müller   | PDM       | a 2"     |
| 3    | Jef Lieckens  | Lotto     | a 37"    |

| Pos. | Corridore     | Squadra   | Tempo |
| ---- | ------------- | --------- | ----- |
| 1    | Søren Lilholt | Système U |       |

### 2ª tappa
- 4 giugno: Lussemburgo > Dippach – 177 km

| Pos. | Corridore          | Squadra   | Tempo    |
| ---- | ------------------ | --------- | -------- |
| 1    | Jef Lieckens       | Lotto     | 4h51'26" |
| 2    | Søren Lilholt      | Système U | s.t.     |
| 3    | Adrie van der Poel | PDM       | s.t.     |

| Pos. | Corridore     | Squadra   | Tempo |
| ---- | ------------- | --------- | ----- |
| 1    | Søren Lilholt | Système U |       |

### 3ª tappa - 1ª semitappa
- 5 giugno: Bertrange > Bertrange (cron. individuale) – 17,2 km

| Pos. | Corridore               | Squadra   | Tempo  |
| ---- | ----------------------- | --------- | ------ |
| 1    | Laurent Fignon          | Système U | 22'08" |
| 2    | Benjamin Van Itterbeeck | Lotto     | a 21"  |
| 3    | Søren Lilholt           | Système U | a 11"  |

| Pos. | Corridore     | Squadra   | Tempo |
| ---- | ------------- | --------- | ----- |
| 1    | Søren Lilholt | Système U |       |

### 3ª tappa - 2ª semitappa
- 5 giugno: Schouweiler > Bertrange – 127 km

| Pos. | Corridore          | Squadra | Tempo    |
| ---- | ------------------ | ------- | -------- |
| 1    | Michel Vermote     | R.M.O.  | 3h26'14" |
| 2    | Jef Lieckens       | Lotto   | s.t.     |
| 3    | Adrie van der Poel | PDM     | s.t.     |

| Pos. | Corridore     | Squadra   | Tempo |
| ---- | ------------- | --------- | ----- |
| 1    | Søren Lilholt | Système U |       |

### 4ª tappa
- 6 giugno: Mondorf-les-Bains > Rosport – 181 km

| Pos. | Corridore            | Squadra      | Tempo    |
| ---- | -------------------- | ------------ | -------- |
| 1    | Claude Criquielion   | Hitachi-Marc | 4h24'53" |
| 2    | Raul Alcala Gallegos | 7            | a 2"     |
| 3    | Jan Nevens           | Lotto        | s.t.     |

| Pos. | Corridore     | Squadra   | Tempo |
| ---- | ------------- | --------- | ----- |
| 1    | Søren Lilholt | Système U |       |

### 5ª tappa
- 7 giugno: Vianden > Diekirch – 178 km

| Pos. | Corridore            | Squadra | Tempo |
| ---- | -------------------- | ------- | ----- |
| 1    | Jef Lieckens         | Lotto   | 5"    |
| 2    | Raul Alcala Gallegos | 7       | s.t.  |
| 3    | Michel Vermote       | R.M.O.  | s.t.  |

| Pos. | Corridore               | Squadra   | Tempo     |
| ---- | ----------------------- | --------- | --------- |
| 1    | Søren Lilholt           | Système U | 19h52'56" |
| 2    | Laurent Fignon          | Système U | a 44"     |
| 3    | Benjamin Van Itterbeeck | Lotto     | a 58"     |

## Classifiche finali

### Classifica generale
| Pos. | Corridore               | Squadra             | Tempo     |
| ---- | ----------------------- | ------------------- | --------- |
| 1    | Søren Lilholt           | Système U           | 19h52'56" |
| 2    | Laurent Fignon          | Système U           | a 44"     |
| 3    | Benjamin Van Itterbeeck | Lotto-Eddy Merckx   | a 58"     |
| 4    | Jef Lieckens            | Lotto-Eddy Merckx   | a 1'02"   |
| 5    | Claude Criquielion      | Hitachi-Marc        | a 1'07"   |
| 6    | Jörg Müller             | PDM-Ultima-Concorde | a 1'08"   |
| 7    | Daniel Gisiger          | Isotonic-Cyndarella | a 1'10"   |
| 8    | Jan Nevens              | Lotto-Eddy Merckx   | a 1'18"   |
| 9    | Steven Rooks            | PDM-Ultima-Concorde | a 1'22"   |
| 10   | Pascal Triebel          |                     | a 1'30"   |